# Carl Witting
Carl Witting (* 8. September 1823 in Jülich; † 27. Juni 1907 in Dresden) war ein deutscher Komponist und Musikdirektor.

## Leben
Witting brachte sich selbst das Violinspiel bei. Im Alter von 14 Jahren durfte er als zweiter Geiger in das Orchester des städtischen Theaters in Aachen eintreten. 1847 ging er nach Paris und fand dort eine Anstellung als Tenor im Chor der Großen Oper, später auch als Sänger in der Madeleine-Kirche und als Musiker im Orchester des Théâtre de la Gaîté. In Paris war er Schüler von Adolf Reichel und machte die Bekanntschaft von Hector Berlioz. 1854 gewann er mit der Komposition eines Klavierquartetts einen vom Herzog von Caraman ausgeschriebenen Preis.
1855 verließ er Paris wieder, ging erst nach Berlin, dann nach Hamburg, wo seine Oper Das Jägerfest uraufgeführt wurde. Von Lippstadt aus korrespondierte er mit Theodor Fontane und bat ihn dabei vergeblich um einen Operntext. In dieser Zeit entstanden auch Vertonungen von vier Gedichten Fontanes.
Nach einem zweijährigen Aufenthalt in Glogau wurde er im September 1861 als Dirigent der Symphoniecapelle nach Dresden berufen. Dieses Orchester war aus dem einstigen Musikkorps der Dresdner Kommunalgarde hervorgegangen und in den 1850er Jahren durch den Musikdirektor Hugo Hünerfürst (1827–1867) sehr populär geworden. Nach dessen Weggang nach Rostock im Jahre 1858 wurde es zwischenzeitlich von Hermann Mannsfeldt (1833–1892) geleitet, von welchem es Witting jetzt übernahm. In Dresden führte er erfolgreich Symphonien von Anton Rubinstein, Joachim Raff, und Franz Liszt auf, veranstaltete Mozart-Konzerte und führte das gerade erst erschienene Vorspiel zu Tristan und Isolde von Richard Wagner auf. 1865 zog er sich von dieser Stellung zurück und arbeitete fortan als Privatlehrer, komponierte und verfasste musikwissenschaftlichen Abhandlungen.
Witting war seit 1860 mit der Malerin Minna Japha, Schwester der Pianistin und Komponistin Louise Japha, verheiratet. Aus der Ehe gingen fünf Kinder hervor, darunter der Mathematiker Alexander Witting, die Sängerin Agnes Witting und der Maler Walther Witting.

## Werke
- Vertonungen von Balladen Ludwig Uhlands: Der Thürmer (1849), Der blinde König
- Opern: Das Jägerfest (etwa 1857), Der Liebesring, Die Lotterie, Der verlorene Sohn
- Vertonungen von vier Gedichten Theodor Fontanes (1857): Storch und Schwalbe sind gekommen (Um Dich), Mein Herz, Das Fischermädchen, Nach dem Sturm[2][4][5]
- Chorstücke: Tragische Geschichte: ’s war Einer dem’s zu Herzen ging (1890), Die Roggenmuhme: Lass stehn die Blume, Die Mühle: Es klappert die Mühle (1891)
- Musikstücke: Capriccio (1876),[1] Andante alla Siciliana p. V. et Piano (1899), Sonate für Clavier und Violoncell (1879)
- Die Kunst des Violinspiels – eine Sammlung der besten Werke für dieses Instrument von Corelli (1653) bis auf unsere Zeit, 8 Bände. L. Holle, Wolfenbüttel (1860–1864)
- Sechs Hefte Übungsstücke für Violine. Johann André Musikverlag, Offenbach (1864)
- Der erste Unterricht im Violinspiel. Johann André Musikverlag, Offenbach (1865)
- Der Parnass des Violinisten – Sammlung von Musikstücken aus klassischen Meisterwerken für Violine und Pianoforte. Dresden, Selbstverlag (1866)
- Stimmbildungs-Studien für den getragenen wie figurirten Gesang in Variationen der Tonleiter, mit Pianoforte. Dresden, Selbstverlag (1866)
- Wörterbuch der in der Musik gebräuchlichen Ausdrücke – Deutsch, Englisch und Französisch nebst Einleitung: Die Elementar-Musiklehre sowie die italienischen Bezeichnungen in den drei Sprachen (1887)
- Album von 24 Violinduetten alter Meister. Hug, Leipzig (1891)
- Album von 24 Vortragsstücken in allen Dur- und Moll-Tonarten für Pianoforte, 2 Bände. Hug, Leipzig (1891)
- 25 Etüden und Capricen in allen Dur und Moll-Tonarten ohne Daumeneinsatz für Violoncello. Merseburger, Leipzig (1891)
- Lehrgang des Guitarrespiels. Merseburger, Leipzig (1891)
- Schule für Banjo mit 5, 6 oder 7 Saiten nebst vielen Übungs- und Unterhaltungsstücken, deutsch und englisch Merseburger, Leipzig (1895)
- A. Pochhammer: Beethoven’s Symphonien – erläutert mit Notenbeispielen von G. Erlanger, Helm, Morin, Radecke, Sittard und Witting. Nebst einer Einleitung: Ludwig van Beethoven's Leben und Wirken mit besonderer Berücksichtigung seines Schaffens als Symphoniker. H. Bechhold, Frankfurt a. M. (1896)
- Geschichte des Violinspiels. H. vom Ende, Köln (1900)
- 65 kleine Violinstudien. H. Seemanns Nachfolger, Leipzig (1901)
- Die alte Schule – Sammlung von Violinduetten älterer Meister, von Haydn bis Krommer, acht Hefte im Selbstverlag